# Кароліно-Дерманська сільська рада
Кароліно-Дерманська сільська рада — колишня адміністративно-територіальна одиниця та орган місцевого самоврядування в Червоноармійському (Пулинському), Соколовському, Новоград-Волинському районах Волинської округи та Київської області Української РСР з адміністративним центром у колонії Кароліно-Дермань.

## Населені пункти
Сільській раді на час ліквідації були підпорядковані населені пункти:
- кол. Кароліно-Дермань

## Населення
Станом на 1931 рік кількість населення ради становила 740 осіб.

## Історія та адміністративний устрій
Створена 27 жовтня 1926 року, як німецька національна сільська рада, в кол. Кароліно-Дермань Великолугської сільської ради Пулинського району Волинської округи. 20 червня 1930 року включена до складу новоствореного Соколовського німецького національного району. 15 вересня 1930 року, після ліквідації Соколовського району, передана до складу Новоград-Волинського району. 1 червня 1935 року, відповідно до постанови президії ЦВК УСРР «Про порядок організації органів радянської влади в новоутворених округах», Новоград-Волинський район ліквідовано, підпорядковані йому ради передано до складу Новоград-Волинської міської ради Київської області. 17 жовтня 1935 року сільську раду включено до складу новоствореного Червоноармійського району Київської області.
Дату ліквідації не встановлено. Станом на 1 жовтня 1941 року кол. Кароліно-Дермань перебувала в складі Старомайданської сільської ради Щорського району Житомирської області.